# Flynn Carson et les Nouveaux Aventuriers
Flynn Carson et les Nouveaux Aventuriers ou Les Nouveaux Aventuriers au Québec (The Librarians) est une série télévisée américaine en 42 épisodes de 42 minutes développée par John Rogers et diffusée entre le 7 décembre 2014 et le 7 février 2018 sur TNT et sur Space au Canada. C'est une série-dérivée de la trilogie de téléfilms Les Aventures de Flynn Carson.
En France, en Belgique et en Suisse, la série est diffusée depuis le 14 mars 2015 sur Syfy et est rediffusée en France depuis le 21 décembre 2015 sur France 2 et depuis le 8 juillet 2016 sur France 4. Au Québec, depuis le 26 août 2015 sur Ztélé. Néanmoins, elle reste inédite dans les autres pays francophones.

## Synopsis
Flynn Carson est le Bibliothécaire depuis maintenant dix ans. Ses occupations principales sont de résoudre des mystères anciens et retrouver des artefacts très puissants pour les protéger de la puissante confrérie du Serpent, qui veut contrôler à ses propres fins la magie dans le monde.
Un groupe de potentiels Bibliothécaires, sélectionnés il y a dix ans par la Bibliothèque, sont aujourd'hui menacés par la confrérie du Serpent. La Bibliothèque convoque Eve Baird, agente de la brigade anti-terroriste de l'OTAN, pour devenir la Gardienne de Carson. Assistés de Jacob Stone, un génie de l'histoire des arts et de l'architecture, Cassandra Cillian, une synesthète adepte des mathématiques atteinte d'une tumeur, et Ezekiel Jones, le meilleur voleur du monde, vont aider Carson à protéger les artefacts magiques.

## Distribution

### Acteurs principaux
- Rebecca Romijn (VF : Laura Blanc) : Eve Baird
- Christian Kane (VF : Mathias Kozlowski) : Jacob « Jake » Stone
- Lindy Booth (VF : Adeline Moreau) : Cassandra Cillian
- John Kim (VF : Maxime Baudouin) : Ezekiel Jones
- John Larroquette (VF : Philippe Ogouz) : Jenkins alias Galaad

### Acteurs récurrents
- Noah Wyle (VF : Éric Missoffe) : Flynn Carson (23 épisodes)
- Matt Frewer (VF : Jean-Luc Kayser) : Dulaque vieux alias Lancelot du lac (saison 1)
- Lesley-Ann Brandt (VF : Barbara Beretta) : Lamia (saison 1)
- Richard Cox (VF : Guy Chapellier) : Prospero (saison 2)
- David S. Lee (VF : Joël Zaffarano) : Moriarty (saison 2)
- Vanessa Williams (VF : Isabelle Leprince) : Général Cynthia Rockwell (saison 3)
- Rachel Nichols (VF : Marie Zidi) : Nicole Noone (saison 4)

### Invités
- Jane Curtin : Charlene (saison 1 épisode 1; saison 3 épisode 2, 9 et 10)
- Bob Newhart (VF : Michel Ruhl) : Judson (saison 1 épisodes 1 et 2; saison 3 épisode 10 (caméo))
- Tricia Helfer : Karen Willis (saison 1 épisode 3)
- Bruce Campbell (VF : Vincent Violette) : Père Noël / Saint Nicolas / Odin (saison 1 épisode 4)
- Alicia Witt (VF : Marie Giraudon) : Lucinda McCabe / La Fée Morgane (saison 1 épisode 7)
- Bex Taylor-Klaus (VF : Karine Foviau) : Amy Meyer[9] (saison 1 épisode 7)
- Haley Webb (VF : Hélène Bizot): Mabel Collins (saison 1 épisode 9)
- Jerry O'Connell : Lancelot du Lac (jeune) alias Dulaque (saison 1 épisode 10)
- Beth Riesgraf : La dame du lac (saison 2 épisodes 4 et 10)
- Jeff Fahey : Isaac Stone (saison 2 épisode 3)
- Drew Powell : Ray / l’esprit de la bibliothèque (saison 2 épisode 5)
- Sean Astin (VF : Christophe Lemoine) :The Amazing Mysterium (saison 3 épisode 5)
- Felicia Day : Charlotte
- John Noble (VF : Philippe Dumond) : Monseigneur Vega (saison 4 épisode 1)
- Richard Kind : Bennie Konopka (saison 4 épisode 2)
- Steven Weber : Le saint des voleurs (saison 4 épisode 3)
- Gloria Reuben (VF : Brigitte Berges) : Jade Wells (saison 4 épisode 4)
- Samuel Roukin (en) : Darrington Dare (saison 4 épisode 5)
- Christopher Heyerdahl : Grigori Yefimovich Rasputin (saison 4 épisode 6)
- Nina Seničar : Isabella (saison 2 épisode 1)

Version française
- Société de doublage : Médiadub International[10]
- Direction artistique : Eric Sola
- Adaptation des dialogues : Stéphane Levine

 Source et légende : version française (VF) sur RS Doublage et le carton de doublage.

## Développement

### Production

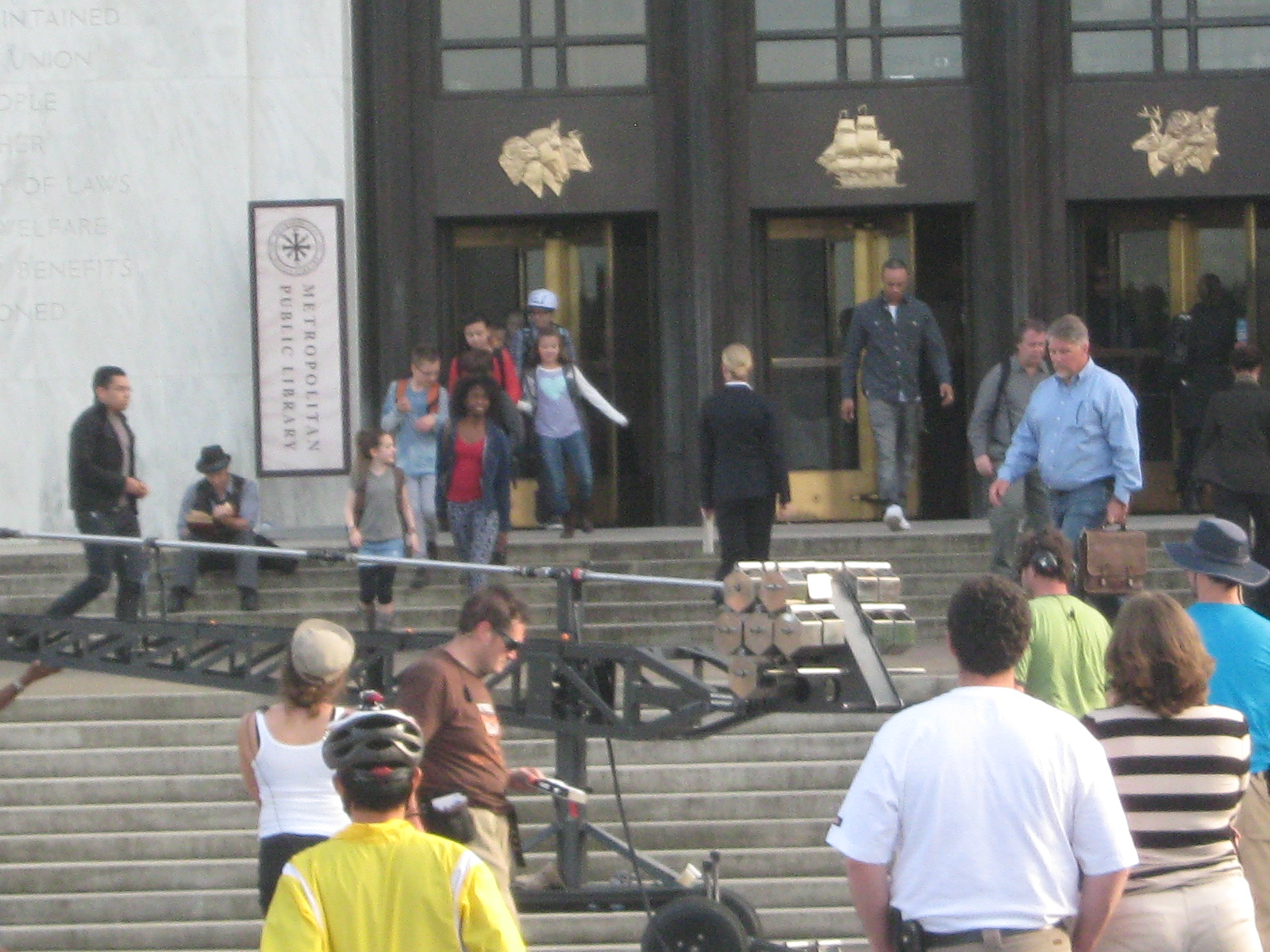
Tournage du premier épisode de la série au Capitole de l'État d'Oregon, en 2014.

En février 2014, TNT annonce avoir commandé une première saison de dix épisodes d'un spin-off en série télévisée de la trilogie Les Aventures de Flynn Carson avec la participation de certains acteurs des téléfilms (Noah Wyle, Jane Curtin et Bob Newhart). En avril, Rebecca Romijn, Christian Kane, Lindy Booth, John Kim et John Larroquette sont ajoutés à la distribution, et Matt Frewer sera récurrent.
La série est tournée à Portland dans l'Oregon et certaines scènes ont été tournées à Salem toujours dans l'Oregon.
Le 12 février 2015, la série est renouvelée pour une seconde saison.
Le 15 décembre 2015, la série est renouvelée pour une troisième saison de dix épisodes.
Le 24 janvier 2017, la série est renouvelée pour une quatrième saison.
Le 8 mars 2018, la chaîne TNT annule la série, néanmoins les producteurs recherchent un nouveau diffuseur.

## Épisodes
En version originale, tous les titres des épisodes débutent par The Librarians and…

### Première saison (2014-2015)
1. La Couronne du Roi Arthur (And the Crown of King Arthur)
2. L'Épée dans le rocher (And the Sword in the Stone)
3. L'Antre du Minotaure (And the Horns of a Dilemma)
4. L'Enlèvement du père Noël (And Santa's Midnight Run)
5. La Pomme de la discorde (And the Apple of Discord)
6. Les Contes maléfiques (And the Fables of Doom)
7. La Règle de trois (And the Rule of Three)
8. La Maison de l'horreur (And the Heart of Darkness)
9. Les Lumières de la ville (And the City of Light)
10. La Trame du destin (And the Loom of Fate)

### Deuxième saison (2015)
Elle est diffusée depuis le 1er novembre 2015.
1. Le Grimoire englouti (And the Drowned Book)
2. L'Arbre de la connaissance (And the Broken Staff)
3. Le Gouffre mystérieux (And What Lies Beneath The Stones)
4. Le Coût de l'éducation (And The Cost of Education)
5. Le Sceptre de la connaissance (And The Hollow Men)
6. Le Pacte du diable (And The Infernal Contract)
7. Le Portrait des Vanités (And The Image of Image)
8. Le Jeu sans fin (And The Point of Salvation)
9. Les Vies Rêvées (And The Happily Ever Afters)
10. Le Dernier Acte (And The Final Curtain)

### Troisième saison (2016-2017)
Elle est diffusée depuis le 20 novembre 2016.
1. La Menace du chaos (And the Rise of Chaos)
2. Les Dents de la mort (And the Fangs of Death)
3. La Réunion des forces du mal (And the Reunion of Evil)
4. Le Faucheur d'âmes (And the Self-Fulfilling Prophecy)
5. Cauchemar à la fête foraine (And the Tears of a Clown)
6. Le Triangle du diable (And the Trial of the Triangle)
7. Les Larmes de Cindy (And the Curse of Cindy)
8. La Roche de l'éternité (And the Eternal Question)
9. Des adieux inattendus (And the Fatal Separation)
10. Le Mal à l'état pur (And the Wrath of Chaos)

### Quatrième saison (2017-2018)
Cette saison de douze épisodes est diffusée depuis le 13 décembre 2017.
1. Les Ombres du passé (And the Dark Secret)
2. Les Voleurs de chance (And the Steal of Fortune)
3. On a volé Noël ! (And the Christmas Thief)
4. Le Mystère des salles obscures (And the Silver Screen)
5. La Couronne sanglante (And the Bleeding Crown)
6. L'Aiguille de l'immortel (And the Grave of Time)
7. La Forêt désenchantée (And the Disenchanted Forest)
8. Une vie de rêve (And the Hidden Sanctuary)
9. Les Frères rivaux (And a Town Called Feud)
10. Jeu de dupes (And Some Dude Named Jeff)
11. L'Épreuve de l'unique (And the Trial of the One)
12. Souvenirs d'une vie passée (And the Echoes of Memory)

## Spin off
En mai 2023, un spin-off intitulé The Librarians: The Next Chapter a été commandé par The CW. Il sera diffusé au cours de la saison télévisuelle 2024-2025. Des acteurs de la première série pourraient revenir dans cette nouvelle série. Ce spin off racontera l'histoire d'un "bibliothécaire" du passé, qui a voyagé dans le temps jusqu'au présent et se retrouve maintenant piégé. Lorsqu'il retourne dans son château, qui est maintenant devenu un musée, il jette par inadvertance de la magie dans le monde.    
Dean Devlin reprend son rôle de producteur exécutif et showrunner tandis que les autres producteurs exécutifs sont Rachel Olschan-Wilson et Marc Roskin. Noah Wyle est également producteur exécutif. Jonathan English servira de producteur.    
En février 2024, Jessica Green est choisie pour incarner la gardienne Charlie Cornwall. Par la suite, le retour de Christian Kane (Jacob Stone) est annoncé, il aura un rôle récurrent tandis que Callum McGowan (Vikram Chamberlin, le bibliothécaire), Olivia Morris (Lysa Pascal, la scientifique), Bluey Robinson (Connor Green, l'historien) et Caroline Loncq (Elaine Astalot, la Gardienne) rejoignent le casting principal.   
La première diffusion était prévue pour le 25 octobre 2024, mais elle a été retirée de manière inattendue de la programmation d'automne de The CW en août 2024.  Le 23 août 2024, TNT a révélé qu'elle avait acquis The Next Chapter dans le cadre d'un accord avec The CW, et a également commandé une deuxième saison. The CW a créé une nouvelle filiale connue sous le nom de CW Studios pour conserver une participation dans la série en tant que coproduction,.    
Lors de la saison 2 de The Next Chapter, c'est Lindy Booth qui reprend son rôle de Cassandra.     

## Sortie DVD et Blu-Ray
L'intégrale de la première saison est sortie en coffret 3 DVD et coffret 2 Blu-Ray le 16 décembre 2015 chez l'éditeur FranceTV Distribution,.